# Pontiothauma
Pontiothauma is een geslacht van weekdieren uit de klasse van de Gastropoda (slakken).

## Soorten
- Pontiothauma abyssicola E. A. Smith, 1895
- Pontiothauma minus E. A. Smith, 1906
- Pontiothauma mirabile E. A. Smith, 1895
- Pontiothauma pacei E. A. Smith, 1906